# Veszprémfajsz, Veszprém
Veszprémfajsz  este un sat în districtul Veszprém, județul Veszprém, Ungaria, având o populație de 257 de locuitori (2011). 

## Demografie
Componența etnică a satului Veszprémfajsz
     Maghiari (78,71%)
     Germani (21,29%)
Componența confesională a satului Veszprémfajsz
     Romano-catolici (73,15%)
     Reformați (4,67%)
     Fără religie (2,33%)
     Luterani (1,17%)
     Necunoscută (18,68%)
Conform recensământului din 2011, satul Veszprémfajsz avea 257 de locuitori. Din punct de vedere etnic, majoritatea locuitorilor (78,71%) erau maghiari, cu o minoritate de germani (21,29%).  Din punct de vedere confesional, majoritatea locuitorilor (73,15%) erau romano-catolici, existând și minorități de reformați (4,67%), persoane fără religie (2,33%) și luterani (1,17%). Pentru 18,68% din locuitori nu este cunoscută apartenența confesională.